# Henry Pelham-Clinton, 6:e hertig av Newcastle
Henry Pelham Alexander Pelham-Clinton, 6:e hertig av Newcastle, född den 25 januari 1834, död den 22 februari 1879 i London, var en brittisk adelsman, son till Henry Pelham-Clinton, 5:e hertig av Newcastle.
Han utbildades vid Eton och Oxford, men blev i övrigt en tidens dandy, med smak för livets goda, framför allt spel och hasard. Till slut fick skulder på 230 000 pund honom att fly England 1860, för att undkomma kreditorer med flera. 
I Paris lärde han känna arvtagerskan Henrietta Hope (1843–1913), dotter till bankiren Henry Thomas Hope. De gifte sig 1861. Svärfadern betalade hans skulder och utbetalade ett årligt apanage till paret, men de stora egendomar i Irland och England som Henrietta Hope snart ärvde, kom aldrig att bli hertigens egendom.

## Barn
- Lady Beatrice Adeline Pelham-Clinton (1862–1935), gift med sir Cecil Lister-Kaye
- Lady Emily Augusta Pelham-Clinton (1863–1919), gift med prins Alfonso Doria-Pamphili-Landi
- Henry Pelham-Clinton, 7:e hertig av Newcastle (1864–1928)
- Francis Pelham-Clinton, lord Hope, 8:e hertig av Newcastle (1866–1941)
- Lady Florence Josephine Pelham-Clinton (1868–1935)